# Цукрист
Цукри́ст (Dacnis) — рід горобцеподібних птахів родини саякових (Thraupidae). Представники цього роду мешкають в Центральній і Південній Америці.

## Опис
Цукристи — дрібні птахи з короткими, гострими дзьобами, середня довжина яких становить 10-12,5 см, а вага — 9,5–17 г. Їм притаманний статевий диморфізм, забарвлення самців переважно синє. Цукристи живуть у вологих рівнинних і гірських тропічних лісах, зустрічаються парами або невеликими зграйками. іноді приєднуються до змішаних зграй птахів. Вони живляться комахами, дрібними плодами і квітковим нектаром. Цукристи є активними, однак не надто голосними птахами; їх легше побачити, ніж почути.

## Види
Виділяють десять видів:
- Цукрист червоногрудий (Dacnis berlepschi)
- Цукрист синьощокий (Dacnis venusta)
- Цукрист блакитний (Dacnis cayana)
- Цукрист жовточеревий (Dacnis flaviventer)
- Цукрист бірюзовий (Dacnis hartlaubi)
- Цукрист масковий (Dacnis lineata)
- Цукрист жовтоплечий (Dacnis egregia)
- Цукрист панамський (Dacnis viguieri)
- Цукрист бразильський (Dacnis nigripes)
- Цукрист білочеревий (Dacnis albiventris)

## Етимологія
Наукова назва роду Dacnis походить від слова дав.-гр. δακνις — назви неідентифікованого дрібного птаха з Єгипту, якого згадували Ісихій Александрійський і Секст Помпей Фест.